# Filago hispanica
Filago hispanica là một loài thực vật có hoa trong họ Cúc. Loài này được (Degen & Hervier) Chrtek & Holub mô tả khoa học đầu tiên năm 1963.